# German Darts Championship 2009
Het Duits open darts werd gehouden op 28 en 29 november 2009. Er werd gespeeld in Halle in Duitsland. Op zaterdag werden alle wedstrijden tot de laatste 8 gespeeld en op zondag de resterende zeven duels. Phil Taylor won het toernooi voor de tweede maal door Mervyn King te verslaan met 11-4.

## Uitslagen
Tussen haakjes zijn de 32 geplaatste spelers aangegeven. Deze 32 starten in de eerste ronde.

### Zaterdag
De uitslagen van de wedstrijden op zaterdag 28 november 2009

Voorronde
| Kryzsztof Kciuk 6-1 Roland Kurok          | Kevin McDine 6-3 Robin Ferdinandus     |
| Steve Evans 6-0 Markus Schonbein          | Johann de Tree 6-0 Lothar Freiberger   |
| Mark Webster 6-1 Huseyin Zengin           | Norbert Grimm 6-4 Thomas Schrooer      |
| Mario Masurka 6-3 Jordy Terburg           | Stefanie Luck 6-0 Sebastian Lemmer     |
| Andree Welge 6-3 Marko Balzer             | Johnny Okken 6-2 Patrick Bulen         |
| Stuart Bousfield 6-2 Par Riihonen         | Rocco Maes 6-3 Erwin Renkema           |
| Christian van Overdijk 6-4 Romano Ruggeri | Carsten Becker 6-2 Christian Kallinger |
| Sebastijan Pecjak 6-0 Frank Liebeton      | Mensur Suljovic 6-5 Adrian Gray        |
| Hannes Schnier 6-4 Darren Johnson         | Robert Treffers 6-0 Norbert Dubbert    |
| Kai Nithammer 6-5 Jon Archer              | Maik Langendorf 6-0 Sven Oliver Beut   |
| Gerhart Kremer 6-5 Christian Bober        | Ingo Vogt 6-5 Michael Wolf             |
| Harry Zander 6-5 Erwin Valks              | Joe Cullen 6-3 Johann Honner           |
| Krzysztof Ratajski 6-0 Gary Barnett       | Gary Blades 6-0 Dave Ahmet             |
| Carlos Rodriguez 6-5 Freddy de Geus       | Antonio Alcinas 6-1 Dennis Koenen      |
| Richard van Zijtveld 6-4 Jorg Neuwohner   | Kieran Leal 6-2 Rolf Kaiser            |

Eerste Ronde
| Phil Taylor (1) 6-3 Tomas Seyler                | Brendan Dolan 6-1 Andy Relf                  | Alex Roy (32) 6-2 Ron de Pijper               |
| Kevin McDine 6-4 Kryzsztof Kcuik                | Vincent van der Voort (16) 6-3 Dick van Dijk | Ryan de Vreede 6-1 Markus Riether             |
| Steve Beaton (17) 6-1 Ali Dursun                | Steve Evans 6-1 Helmut Bergoed               | Adrian Lewis (8) 6-0 Detlef Barchanowitz      |
| Dylan Duo 6-2 Christian Kruger                  | Andy Smith (25) 6-0 Rudiger Lohse            | Mark Webster 6-4 Johann de Tree               |
| Colin Lloyd (9) 6-4 Steve Hine                  | Wim Mink 6-4 Bobby Biemans                   | Wes Newton (24) 6-0 Christop Stehmann         |
| Mario Masurka 6-1 Norbert Grimm                 | Terry Jenkins (5) 6-0 Mark Stephenson        | Michael Klonhammer 6-2 Christoph Niederreiter |
| Michael van Gerwen (28) 6-0 Michael Hahn        | Andree Welge 6-3 Stefanie Luck               | Alan Tabern (12) 6-0 Mirko Wunder             |
| Mark Carter Bye (Peter van der Broek timed out) | Wayne Jones (21) 6-3 Matt Clark              | Stuart Bousfield 6-1 Johnny Okken             |
| John Part (4) 6-0 Mike Roberts                  | Colin Monk 6-2 Michael Mehrer                | Peter Wright 6-5 Tony Eccles (29)             |
| Christian van Overdijk 6-3 Rocco Maes           | Andy Hamilton (13) 6-2 Marko Puls            | Paul Nicholson 6-1 Chris Thompson             |
| Peter Manley (20) 6-0 Oliver Fricke             | Sebastijan Pecjak 6-0 Carsten Becker         | Raymond van Barneveld (2) 6-2 Bryan de Hoog   |
| Steve Grubb 6-1 Mick McGowan                    | Barrie Bates (31) 6-0 Detlev Haut            | Mensur Suljovic 6-4 Hannes Schnier            |
| Robert Thornton (15) 6-1 James Adams-Dosch      | Jyhan Artut 6-4 Marko Jovanovic              | Denis Ovens (18) 6-2 Brian Jones              |
| Andries Sterk 6-3 Robert Treffers               | Ronnie Baxter (7) 6-2 Nick Fullwell          | Dave Ladley 6-1 Ralf Landsmann                |
| Co Stompe (26) 6-1 Reinhard Timmermann          | Maik Langendorf 6-3 Kai Nithammer            | Colin Osborne (10) 6-3 Remco van Eijden       |
| Axel Vollmer 6-5 Klaus Dusterhus                | Jamie Caven (23) 6-1 Kevin Wensink           | Ingo Vogt 6-3 Gerard Kremer                   |
| Mervyn King (6) 6-1 Braulio Roncero             | Julio Barbero Gonzalez 6-0 Hans Pfaff        | Kirk Shepherd (27) 6-4 Willem Kralt           |
| Joe Cullen 6-5 Barry Zander                     | Mark Walsh (11) 6-4 Olaf Fiss                | Marko Kantele 6-4 Michael Rosenauer           |
| Jelle Klaasen (22) 6-0 Thomas Gerock            | Krzysztof Ratajski 6-2 Gary Blades           | James Wade (3) 6-2 Jan van der Rassel         |
| Bernd Roith 6-5 Steve Maish                     | Roland Scholten (30) 6-3 Darren Latham       | Antonio Alcinas 6-2 Carlos Rodriguez          |
| Kevin Painter (14) 6-0 Arron Monk               | Toon Greebe 6-0 Co Stompe Jnr                |                                               |
| Mark Dudbridge (19) 6-3 Kevin Munch             | Richard van Zijtveld 6-3 Kieran Leal         |                                               |

Tweede Ronde
| Phil Taylor 6-3 Brendan Dolan            | Kevin McDine 6-2 Alex Roy               |
| Vincent van der Voort 6-4 Ryan de Vreede | Steve Beaton 6-0 Steve Evans            |
| Adrian Lewis 6-2 Dylan Duo               | Andy Smith 6-2 Mark Webster             |
| Wim Mink 6-4 Colin Lloyd                 | Wes Newton 6-2 Mario Masurka            |
| Terry Jenkins 6-1 Michael Klonhammer     | Andree Welge 6-2 Michael van Gerwen     |
| Alan Tabern 6-1 Mark Carter              | Wayne Jones 6-0 Stuart Bousfield        |
| John Part 6-3 Colin Monk                 | Peter Wright 6-2 Christian van Overdijk |
| Paul Nicholson 6-3 Andy Hamilton         | Sebastijan Pecjak 6-2 Peter Manley      |
| Raymond van Barneveld 6-2 Steve Grubb    | Barrie Bates 6-2 Mensur Suljovic        |
| Robert Thornton 6-4 Jyhan Artut          | Denis Ovens 6-2 Andries Sterk           |
| Ronnie Baxter 6-3 Dave Ladley            | Co Stompe 6-2 Maik Langendorf           |
| Colin Osborne 6-1 Axel Vollmer           | Jamie Caven 6-1 Ingo Vogt               |
| Mervyn King 6-2 Julio Barbero Gonzalez   | Kirk Shepherd 6-3 Joe Cullen            |
| Mark Walsh 6-0 Marko Kantele             | Krzysztof Ratajski 6-5 Jelle Klaasen    |
| James Wade 6-2 Bernd Roith               | Roland Scholten 6-0 Antonio Alcinas     |
| Toon Greebe 6-4 Kevin Painter            | Mark Dudbridge 6-1 Richard van Zijtveld |

- - verliezers verdienen £500

Derde Ronde
- Phil Taylor 6-1 Kevin McDine
- Vincent van der Voort 6-5 Steve Beaton
- Adrian Lewis 6-5 Andy Smith
- Wes Newton 6-0 Wim Mink
- Terry Jenkins 6-3 Andree Welge
- Alan Tabern 6-2 Wayne Jones
- John Part 6-3 Peter Wright
- Paul Nicholson 6-3 Sebastijan Pecjak
- Raymond van Barneveld 6-2 Barrie Bates
- Denis Ovens 6-4 Robert Thornton
- Ronnie Baxter 6-3 Co Stompé
- Colin Osborne 6-4 Jamie Caven
- Mervyn King 6-4 Kirk Shepherd
- Mark Walsh 6-4 Krzysztof Ratajski
- James Wade 6-1 Roland Scholten
- Toon Greebe 6-4 Mark Dudbridge

- - verliezers winnen £1,000

Vierde Ronde
- Phil Taylor 6-1 Vincent van der Voort
- Adrian Lewis 6-2 Wes Newton
- Terry Jenkins 6-5 Alan Tabern
- Paul Nicholson 6-1 John Part
- Raymond van Barneveld 6-3 Denis Ovens
- Ronnie Baxter 6-2 Colin Osborne
- Mervyn King 6-3 Mark Walsh
- James Wade 6-3 Toon Greebe

- - verliezers winnen £2,000

### Zondag
|  | kwartfinale      | kwartfinale    |                  |    | halve finale | halve finale |  |  | finale | finale |
|  |                  |                |                  |    |              |              |  |  |        |        |
|  |                  |                |                  |    |              |              |  |  |        |        |
|  |                  |                |                  |    |              |              |  |  |        |        |
|  |                  |                |                  |    |              |              |  |  |        |        |
|  | Phil Taylor      | 8              |                  |    |              |              |  |  |        |        |
|  | Phil Taylor      | 8              |                  |    |              |              |  |  |        |        |
|  | Adrian Lewis     | 6              |                  |    |              |              |  |  |        |        |
|  | Adrian Lewis     | 6              | Phil Taylor      | 9  |              |              |  |  |        |        |
|  |                  |                | Phil Taylor      | 9  |              |              |  |  |        |        |
|  |                  | Paul Nicholson | 1                |    |              |              |  |  |        |        |
|  | Paul Nicholson   | Paul Nicholson | 1                | 8  |              |              |  |  |        |        |
|  | Paul Nicholson   |                |                  | 8  |              |              |  |  |        |        |
|  | Terry Jenkins    | 3              |                  |    |              |              |  |  |        |        |
|  | Terry Jenkins    | 3              | Phil Taylor      | 11 |              |              |  |  |        |        |
|  |                  |                | Phil Taylor      | 11 |              |              |  |  |        |        |
|  |                  | Mervyn King    | 4                |    |              |              |  |  |        |        |
|  | R. van Barneveld | Mervyn King    | 4                | 8  |              |              |  |  |        |        |
|  | R. van Barneveld |                |                  | 8  |              |              |  |  |        |        |
|  | Ronnie Baxter    | 5              |                  |    |              |              |  |  |        |        |
|  | Ronnie Baxter    | 5              | R. van Barneveld | 8  |              |              |  |  |        |        |
|  |                  |                | R. van Barneveld | 8  |              |              |  |  |        |        |
|  |                  | Mervyn King    | 9                |    |              |              |  |  |        |        |
|  | Mervyn King      | Mervyn King    | 9                | 8  |              |              |  |  |        |        |
|  | Mervyn King      |                |                  | 8  |              |              |  |  |        |        |
|  | James Wade       | 7              |                  |    |              |              |  |  |        |        |
|  | James Wade       | 7              |                  |    |              |              |  |  |        |        |